# Abramo Eberle
Abramo Eberle (Monte Magrè, 2 de abril de 1880 — Caxias do Sul, 13 de janeiro de 1945) foi um empresário ítalo-brasileiro, um dos pioneiros da industrialização do estado do Rio Grande do Sul.

## Biografia
Giuseppe (José) Eberle e Luigia Zanrosso chegaram ao Brasil em 1884, numa das primeiras levas de imigrantes italianos, e se instalaram na colônia italiana de Caxias do Sul. Vieram com eles seus quatro filhos, entre os quais Abramo, de quatro anos, o segundo da prole. No Brasil, nasceriam mais seis filhos do casal.
José Eberle havia se preparado para a imigração. Antes de viajar comprara alguns alambiques e caldeiras, prevendo que na colônia tais equipamentos seriam uma raridade valiosa, bem como um sortimento de chapéus e mudas de árvores frutíferas, além de trazer um capital oriundo da venda de sua granja em Magré. Na chegada adquiriu um lote rural e um ano depois uma pequena funilaria de Francisco Rossi, sita à rua Sinimbu, onde instalou também um comércio. No seu lote rural plantou um pomar e fabricava grappa, enquanto a esposa, conhecida como Gigia Bandera, administrava os negócios na cidade. Nos fins de semana José trabalhava na cidade como barbeiro, ofício que já desempenhara na Itália. Em torno de 1892 a família já possuía também duas outras áreas de terra, trabalhadas por agricultores contratados. O jovem Abramo, embora nesta época tivesse apenas cerca de 12 anos, supervisionava uma das propriedades e ajudava nos outros investimentos da família. Devido ao grande volume de trabalho, Abramo teve uma educação inicial pobre.

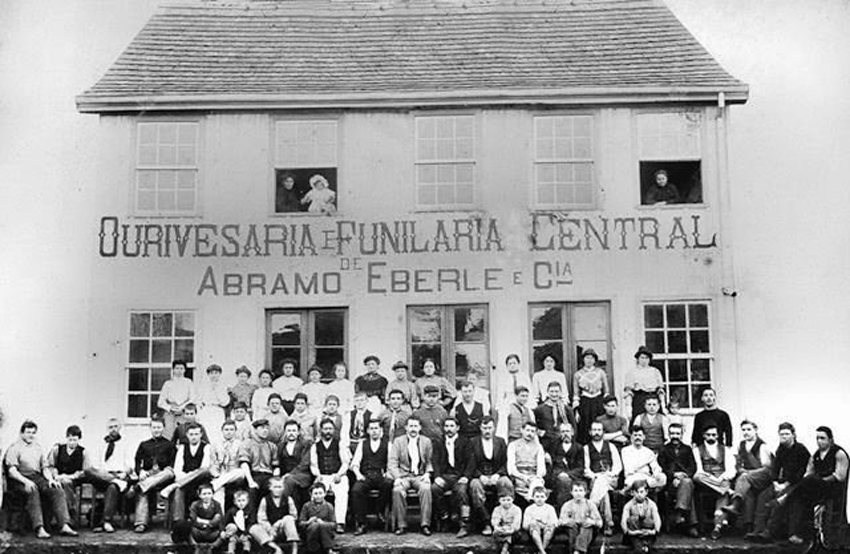
A funilaria em 1907.

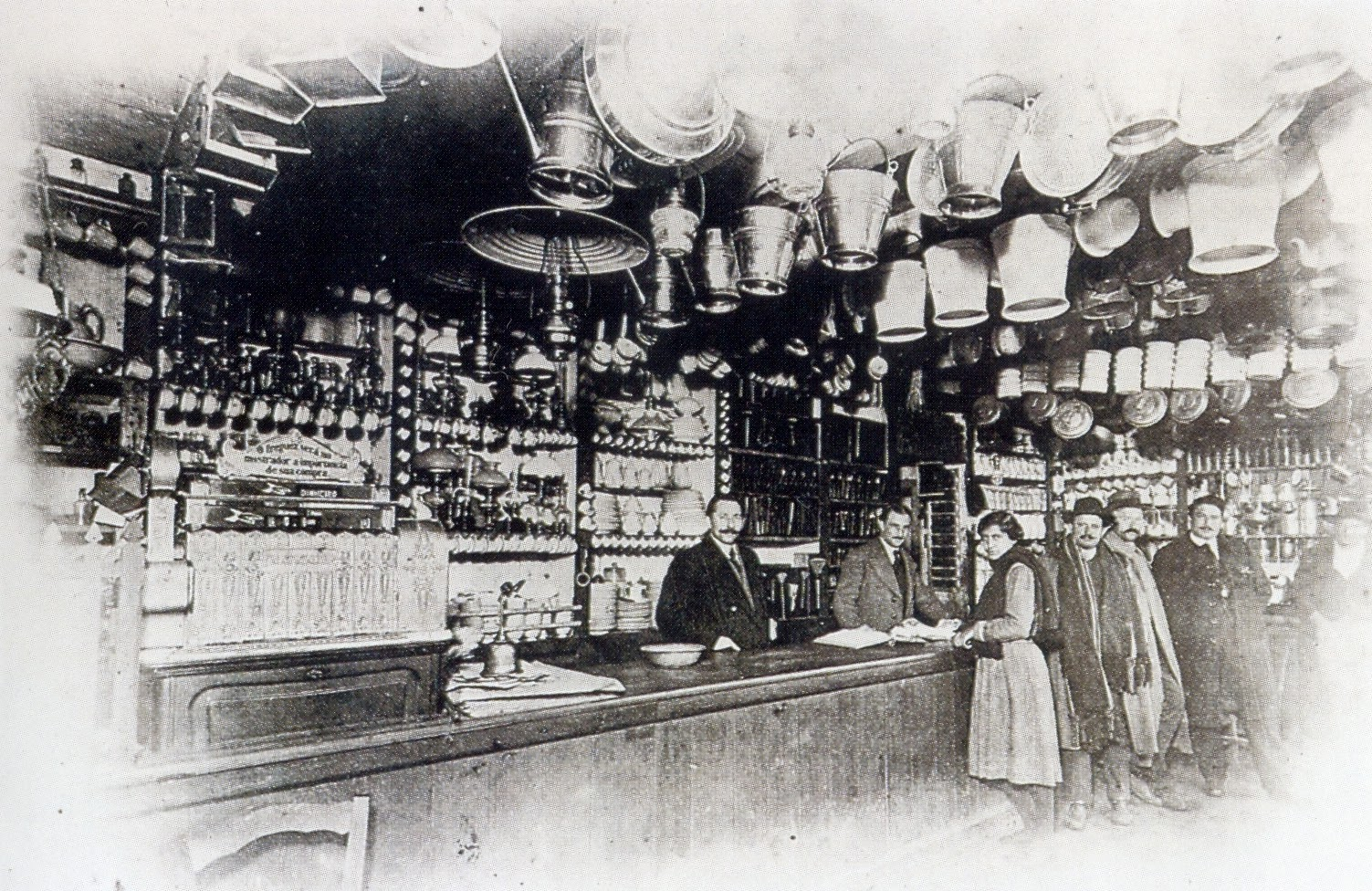
Interior da casa comercial em 1918.

Em 1894 começou a dedicar-se principalmente à funilaria. Quando o pai resolveu vendê-la para concentrar todo o esforço da família na agricultura, Abramo se propôs a comprá-la. Tinha apenas dezesseis anos. No início de 1896 a venda foi firmada e Abramo Eberle se tornou proprietário. Fabricava lamparinas a querosene, um artigo de grande procura numa época em que não havia energia elétrica, além de baldes, canecas e outros itens de consumo geral. Seguindo o exemplo do pai, diversificou seus negócios melhorando a funilaria com equipamentos mais eficientes e a casa comercial com uma boa seção de ferragens, abrindo também uma vidraçaria e oferecendo serviços de consertos em geral, além de fazer a venda da produção agrícola das terras familiares tanto em Caxias como em Porto Alegre, para onde viajou várias vezes. Em 1901 seus negócios prosperavam e passava a investir no mercado paulista, onde vendeu vinho, grappa, salame, presunto e queijo.
No mesmo ano casou-se com Elisa Venzon, membro de uma família bem colocada na sociedade e proprietária de um moinho e uma serraria, que lhe daria os filhos José Abramo (Beppin, 16/12/1901), Angelina (01/04/1904), Rosália (31/01/1906), Julio João (21/11/1907), Adélia (30/06/1910), que foi a primeira rainha da Festa da Uva, Zaíra e Lília (abril/1919). A esposa logo se revelaria uma hábil administradora dos negócios, permitindo que Abramo viajasse com frequência em busca de novos mercados, fornecedores e parceiros comerciais e se estabelecesse solidamente como um importante exportador. Pedro Eberle, seu irmão, também foi um valioso auxiliar e depois sócio.
Em 1904 uniu-se a Érico Raabe, Pedro Mocelin e Luiz Gasparetto numa sociedade fundindo a funilaria de Abramo e uma ourivesaria mantida por Gasparetto, que deu origem à Ourivesaria e Funilaria Central de Abramo Eberle e Cia., estabelecida com um capital inicial de 24,2 contos de réis, e contando com sessenta operários. Em 1906 ingressou na Associação dos Comerciantes, que agregava a elite do empresariado local e exercia decisiva influência na economia e na política de toda a região.  Em 1912 associou-se a Reinaldo Kochenborger, ampliando a produção de joias. Em 1917 a empresa foi reestruturada com o vultoso capital social de oitocentos contos de réis, com novos equipamentos e instalações, passando a se denominar Abramo Eberle & Cia., tendo como sócios Luiz Gasparetto, Eduardo Mosele e Pedro Eberle. No ano seguinte iniciou a fabricação de talheres, objetos de cutelaria e utensílios de mesa. Nesta época iniciava a transição de um modelo produtivo marcadamente artesanal para o da indústria moderna e automatizada.

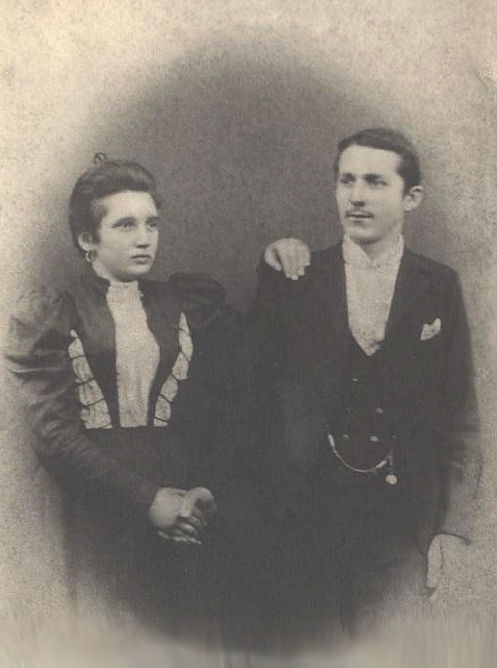
Elisa Venzon e Abramo Eberle em 1902.

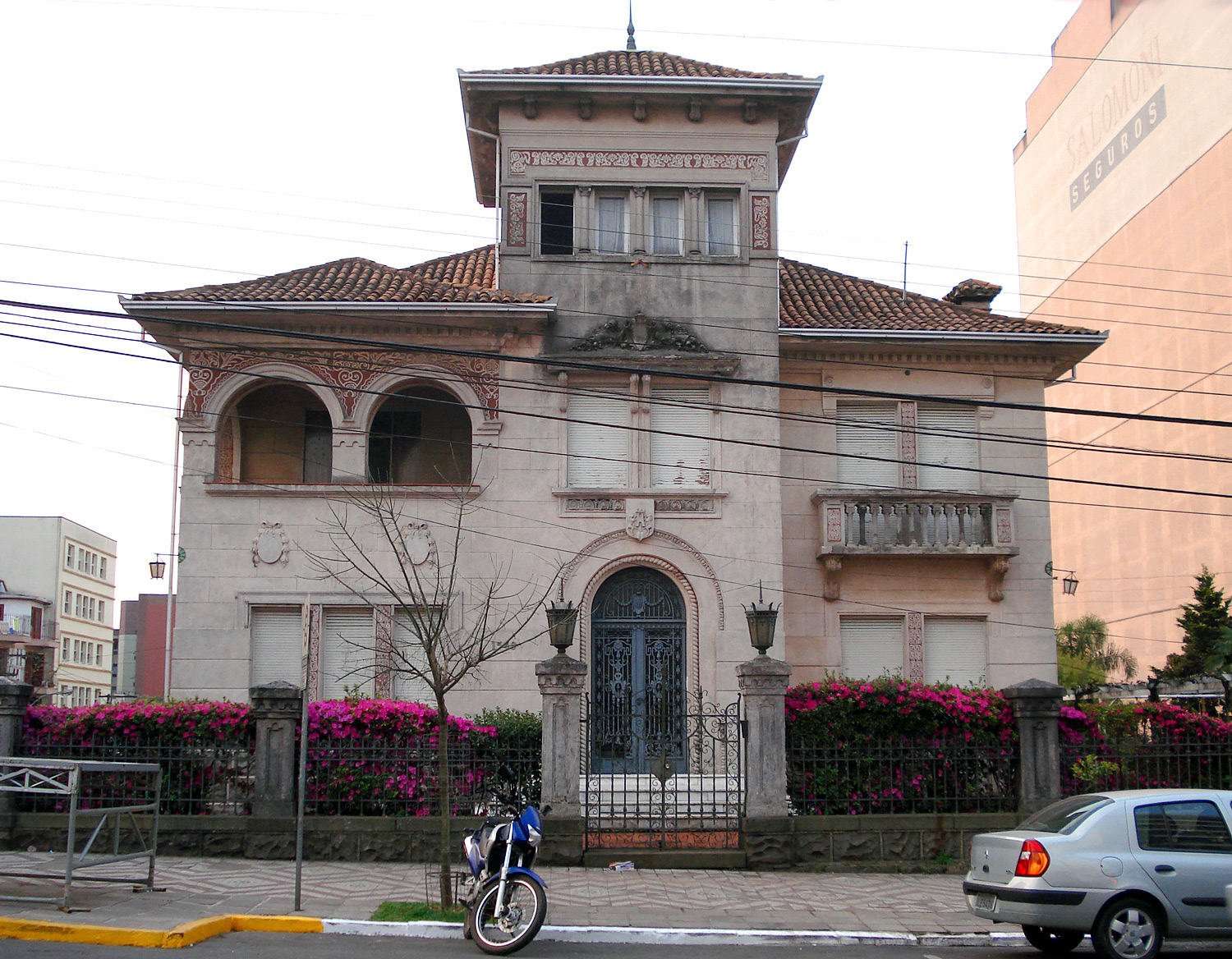
Fachada do Palacete Eberle.

Em 1920 foi criada a Eberle, Mosele & Cia., com os sócios Leonel Mosele e Fiorelo Arpini, ampliando a loja de ferragens, louças e vidros, e no mesmo ano Abramo viajou aos Estados Unidos a fim de conhecer novas tecnologias e fontes de fornecimento de matéria-prima para a metalurgia, mas também para tratar da saúde de Elisa, que sofria de um mal cardíaco. Lá Abramo também adoeceu. Depois de quatro meses seguiram para a Itália. Como ambos continuavam doentes, passaram uma temporada na estação de águas de Salso Maggiore, em seguida visitaram Roma, entrevistando-se com o Papa, e depois rumaram para Monte Magré para rever parentes. De lá partiram em viagens de negócios por várias cidades da Itália e também Paris, visitando metalúrgicas e fundições, retornando ao Brasil depois de dois anos.
Entre 1923 e 1928 foi instalada a primeira forjaria, com a fabricação de peças forjadas, lâminas para facas, espadas e espadins para as forças armadas, e foi inaugurada a fábrica de botões de pressão e rebites. O capital da empresa já era de mil contos de réis e já tinha ou uma filial ou um representante em todos os estados brasileiros e em alguns outros países. Em 1925 iniciou-se a fabricação de artigos sacros. Além de ter-se tornado um dos maiores empresários do estado, Abramo se envolveu na política, assumindo o cargo de vice-intendente por vários períodos nas gestões de Vicente Rovea, José Penna de Moraes e Celeste Gobbato, participando de comissões municipais para tratar de variados assuntos e sendo membro do Diretório do Partido Republicano Liberal. Recebeu a patente de coronel da Guarda Nacional e alinhou-se à ideologia fascista, que nos anos 1920-1930 teve grande penetração na região colonial e desempenhou um importante papel da formação da identidade coletiva dos italianos, baseada em conceitos de progresso, disciplina, trabalho e hierarquia.
Desde o início, conforme o hábito da época, Abramo estabeleceu um estilo paternalista de gerenciar sua empresa, criando nela um microcosmo e uma comunidade com uma cultura particular que, em virtude das dimensões da empresa e do corpo de funcionários, exerceria uma forte influência na vida de toda a cidade. Mantinha uma cooperativa de consumo própria, um departamento de assistência médica e social, um departamento esportivo com equipes de esgrima, basquete, bolão e outras modalidades, um time de futebol de relevante atuação regional, o Grêmio Atlético Eberle, além de organizar atividades recreativas, sociais, culturais e educativas regulares para os empregados e seus familiares. Por muitos anos Abramo iniciou o expediente tocando pessoalmente uma sineta na frente da empresa, convocando não apenas os funcionários ao trabalho, mas marcando a rotina de toda a região central de Caxias, tornando-se folclórica a expressão "Abramo já tocou" para significar prontidão e comando, e que faz parte do título da biografia escrita por Álvaro Franco, Abramo já Tocou... ou A Epopeia de um Imigrante. Embora a disciplina fosse rígida e o trabalho, pesado, fazia, como disse Anthony Tessari, com que "os operários se sentissem como parte de uma família, vendo o patrão como um amigo muito próximo ou até mesmo como um pai. [...] Em todo o período em que Abramo esteve à frente da fábrica (1896-1945) os operários nunca promoveram greves ou mesmo organizaram sindicatos". Valentin Lazzarotto disse que a força da tradição impediu a formação de uma consciência de classe entre o operariado, grevistas podiam ser punidos ou demitidos e ideologias de esquerda não podiam proliferar no ambiente da fábrica, uma realidade que não era, contudo, exclusiva da Eberle.
No ano de 1939, com o início da Segunda Guerra Mundial, que dificultava as importações da Europa, a Eberle, num empreendimento pioneiro, começou a fabricar motores elétricos para atender às necessidades do país, conquistando um importante mercado e dando um salto expressivo no seu faturamento, que dobrou em relação ao período pré-guerra. Ao mesmo tempo, a metalúrgica foi requisitada pelo Governo Federal para "servir à Pátria" no esforço de guerra, produzindo espadas, espadins e sabres para a Força Expedicionária Brasileira.

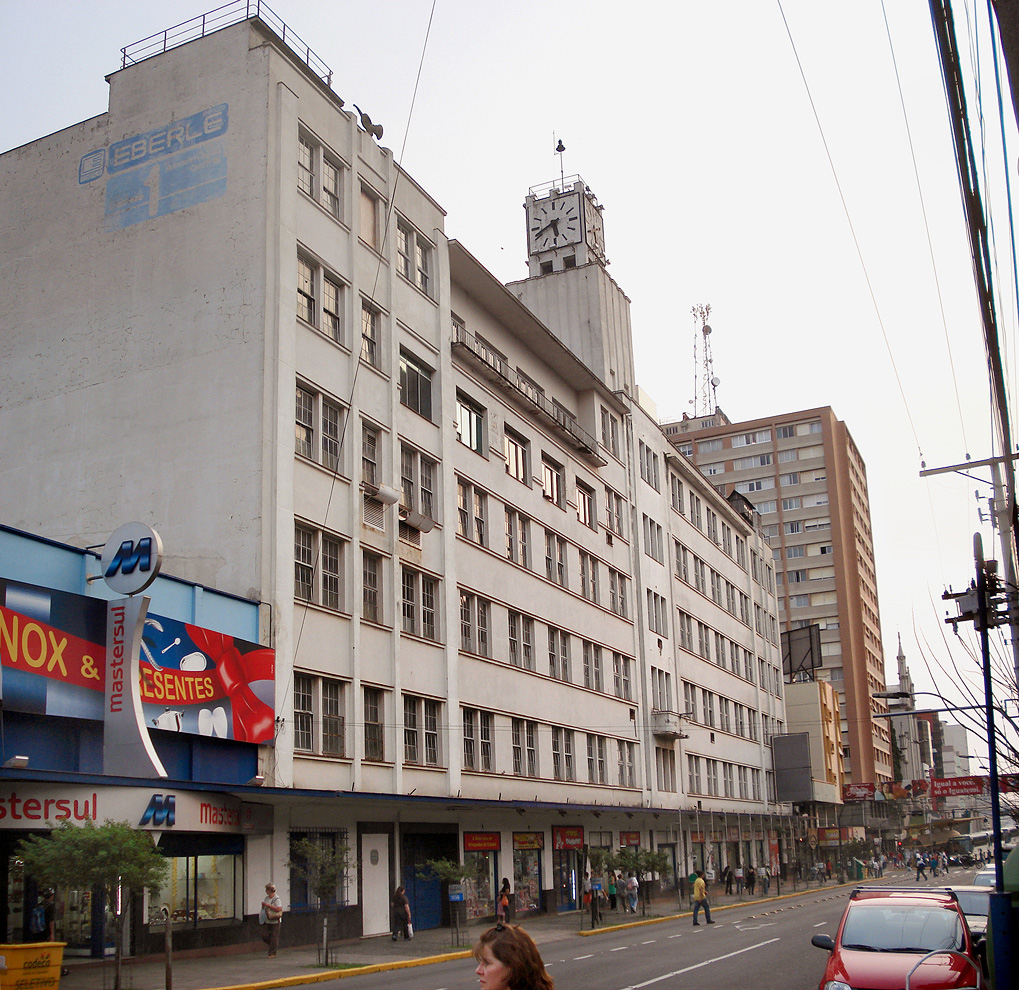
Antiga sede admnistrativa da Metalúrgica Abramo Eberle.

Nesta altura Abramo já era figura ilustre e influente, havia sido nobilitado em 1936 pelo rei da Itália com o título de cavaleiro da Coroa, sua empresa se destacava no Brasil, era vista como um modelo e recebia frequentes visitas de personalidades de projeção estadual e nacional, e mesmo de estrangeiros como os embaixadores dos Estados Unidos e do Canadá, sendo invariavelmente elogiado com entusiasmo. O adido militar da Embaixada Britânica no Brasil, coronel William Frederick Rohdes, deixou registrado: "O Inglês é, habitualmente, homem de poucas palavras. Mas, tendo visitado as usinas da Metalúrgica Abramo Eberle estou disposto a escrever um livro inteiro a respeito da força fantástica que a fábrica está fazendo para o Brasil". Entre os inúmeros produtos fabricados pela metalúrgica, podem ser destacados a grande custódia e ostensório todo em prata coberto de ouro e joias, pesando 70 kg, usado no III Congresso Eucarístico Nacional em Minas Gerais, e as estátuas do Monumento Nacional ao Imigrante, fundidas em bronze a partir do modelo do escultor Antônio Caringi.
Abramo voltaria para os Estados Unidos e a Europa muitas vezes, sempre estudando os modernos processos de produção, que depois implantava nos seus negócios. Esteve à frente de sua indústria por quase 50 anos, até sua morte aos 65 anos de idade em 13 de janeiro de 1945. Sua morte causou uma comoção na cidade e seu sepultamento foi acompanhado por uma multidão. Seus filhos deram continuidade aos negócios do pai até 1984, quando a Eberle foi adquirida pelo Grupo Zivi-Hércules. Em 2003 os grupos foram fundidos, surgindo a Mundial S.A. No alto do edifício-sede da empresa, no centro de Caxias do Sul, uma casinha de madeira, réplica da primeira funilaria de Abramo, mostra o quanto cresceu o sonho do imigrante. 
Abramo foi favorecido por florescer em um período de crescimento acelerado em Caxias do Sul, mas enquanto muitos outros empresários da cidade faziam carreiras meteóricas que os levavam muito alto mas faliam em questão de uma ou duas décadas, boa parte do seu sucesso continuado se deve à sua grande adaptabilidade a um contexto econômico e social que variou muito ao longo dos anos, adotando métodos produtivos em permanente atualização e variando constantemente a linha de produtos conforme as necessidades mutáveis dos mercados. A força de sua empresa desempenhou papel central na industrialização da região serrana do estado, estimulando mercados e parcerias e mobilizando grande força de trabalho, e foi um impulso decisivo para a formação na cidade do polo metalomecânico, que hoje é um dos maiores do Brasil. Segundo Loraine Giron, em seu auge a Metalúrgica Eberle foi a maior empresa em seu gênero na América Latina, tornando Abramo um símbolo vivo do sucesso dos imigrantes e um "reforço para o mito de que o trabalho enriquece". Nas palavras de Tessari, 

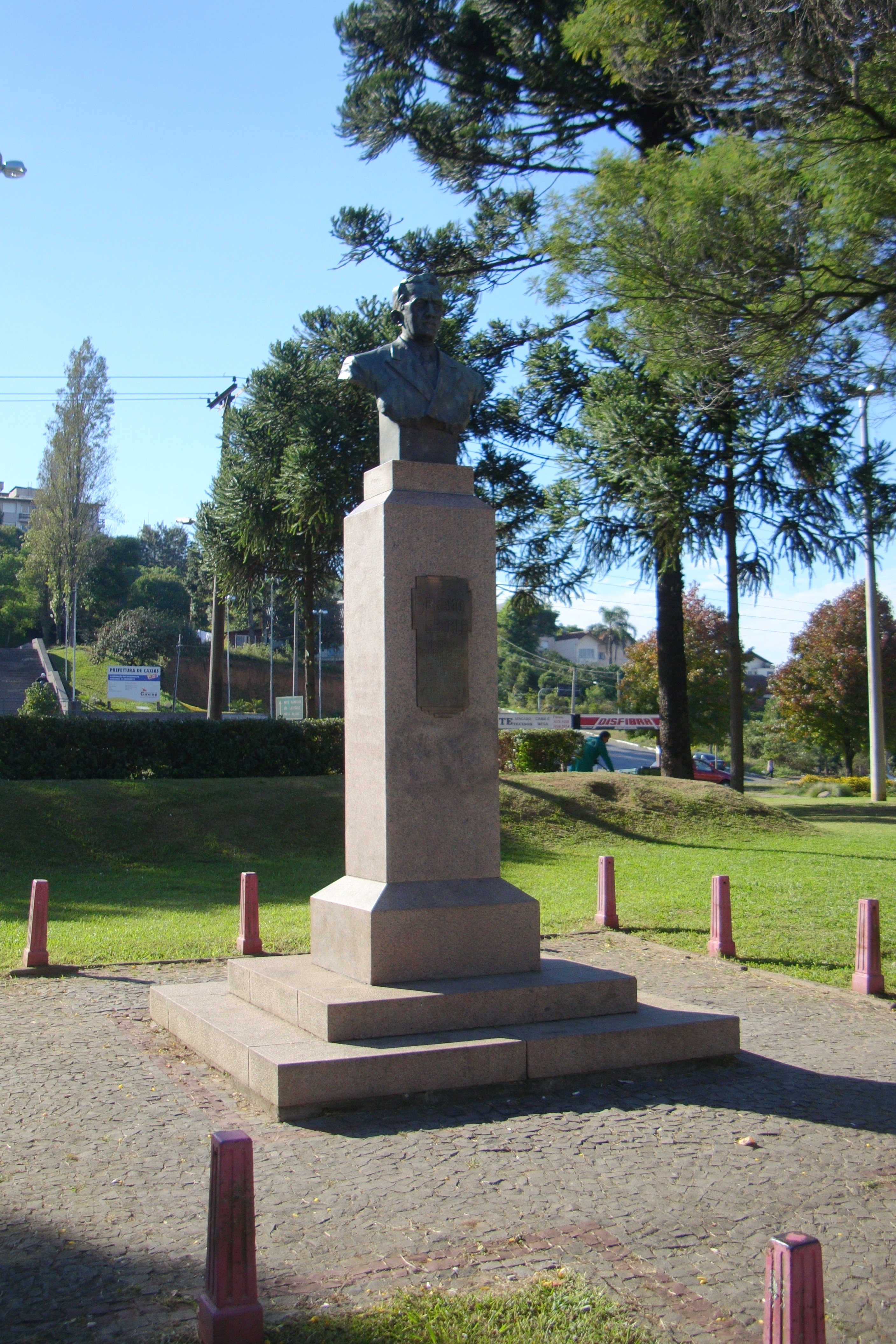
Monumento a Abramo Eberle em Caxias.

"O crescimento da empresa de Abramo Eberle é enorme ao completar cinquenta anos de existência. O papel de Abramo Eberle foi fundamental para esse sucesso conquistado: fruto do seu empreendedorismo e da relação paternal que manteve com seus empregados. Além disso, é importante observar a construção de um mito que serviu de reforço à autoridade dos empresários locais: o da riqueza material e moral conquistadas através do trabalho árduo, mas dignificante do homem. No frontão do moinho do imigrante Aristides Germani (estabelecido em Caxias no final do século XIX), por exemplo, um alto-relevo anunciava: LABOR OMNIA VINCIT (o trabalho tudo vence). Na fachada do novo prédio da Metalúrgica de Abramo Eberle, construído na primeira metade da década de 1940, era possível ler algo semelhante: TRABALHO HONRADO E CONSTANTE TUDO VENCE. Já na linguagem popular, transmitida oralmente entre as gerações de imigrantes, os provérbios no dialeto talian, trazido da Itália e desenvolvido no Brasil, também evidenciam o lugar do trabalho para aquela sociedade, identificando os seus resultados, não raro, ao miraculoso: El sudore no lé mia santo, ma ndove el casca el fá mirácoli (o suor não é santo, mas onde ele cai faz milagres)".
Luís da Câmara Cascudo lembrou-o de maneira poética em 1948:
"Li esse lindo Milagre da Montanha, de Álvaro Franco e Sinhorinha Maia Ramos de Franco. O milagre é a cidade de Caxias do Sul, no Rio Grande do Sul. Campo dos Bugres que acabou erguendo para o céu uma floresta de chaminés fumegantes, atestando o labor ininterrupto dos homens. E outro milagre é o esforço de um italianozinho, Abramo Eberle, com 16 anos, comprando por seiscentos mil réis, em 1896, ao Pai, uma funilaria humilde. Seu primeiro trabalho foi uma lâmpada de flandres, lamparina cuja luz indecisa aluminou o primeiro serão, teimoso, na noite fria. Cinquenta anos depois essa lamparina é um símbolo, força inicial de quinze mil tipos de objetos criados pela mão magnífica que a fizera, pequenina e fiel. A Metalúrgica Abramo Eberle Ltda. fornece quase tudo a quase todos os brasileiros. [...] Estátua, festa, nome da rua, placa de bronze, dinheiro, batismo de arranha-céu, discurso, banquete, baile, tudo passa ou tudo fica sem expressão na memória coletiva. O livro fica. Acima de tudo, o livro fica contando a história daquele que trabalhou, amou, sofreu. A indústria de Abramo Eberle continuará nas mãos fiéis dos filhos. A lamparina não se apagará. O livro, verídico, contará aos futuros a vida bonita do forjador que venceu a Morte." 
Em Caxias do Sul seu nome batiza uma escola e uma praça, na qual foi erguido um monumento em sua memória. Também batizou uma travessa em Porto Alegre, ruas em Concórdia e Gravataí, a cátedra de Economia Política na PUCRS em Porto Alegre, e um Ginásio Industrial em Osório. Em pesquisa de opinião desenvolvida em 1999 junto a 100 líderes comunitários de diferentes áreas por acadêmicos do Curso de Jornalismo da Universidade de Caxias do Sul, foi eleito uma das 30 Personalidades de Caxias do Sul — Destaques do Século XX. Os prédios históricos da sua metalúrgica e o palacete onde morava são patrimônio tombado. Sua mãe, lembrada como um símbolo do empreendedorismo feminino, também foi homenageada, com a instituição do Troféu Gigia Bandera pelo Sindicato das Indústrias Metalúrgicas, Mecânicas e de Material Elétrico de Caxias do Sul, distinção que reconhece o mérito metalúrgico.